# Talugtug
Talugtug (Bayan ng Talugtug) är en kommun i Filippinerna. Kommunen ligger på ön Luzon, och tillhör provinsen Nueva Ecija. Folkmängden uppgår till 18 895 invånare.

## Barangayer
Talugtug är indelat i 28 barangayer.
| - Alula - Baybayabas - Buted - Cabiangan - Calisitan - Cinense - Culiat - Maasin - Magsaysay (Pob.) - Mayamot I - Mayamot II - Nangabulan - Osmeña (Pob.) - Pangit | - Patola - Quezon (Pob.) - Quirino (Pob.) - Roxas (Pob.) - Saguing - Sampaloc - Santa Catalina - Santo Domingo - Saringaya - Saverona - Tandoc - Tibag - Villa Rosario - Villa Boado |